# La màquina del gorgueig
La màquina de la refilada (en alemany Die Zwitscher-Maschine) és un quadre del pintor alemany Paul Klee de 1922 que es troba exposat al Museum of Modern Art de Nova York.
Com en altres obres de Klee, barreja biologia i maquinària, mostrant un grup d'ocells vagament esbossat sobre un cable o una branca connectada a una manovella. Les interpretacions de l'obra són molt variades: s'ha interpretat com un esquer esgarrifós per a l'espectador o com la representació de la impotència de l'artista, però també com un triomf de la natura sobre l'activitat tecnològica. S'ha vist també com la representació visual de la mecànica del so.

## Història
Originalment exposat a Alemanya, el quadre va ser declarat "art degenerat" per Adolf Hitler el 1933 i va ser venut pel partit nazi a un marxant d'art el 1939 per $120. El mateix any, el MoMA adquiriria l'obra.
Una de les obres més conegudes de les més de 9.000 fetes per Klee, és també tota una icona del MoMA de Nova York. Ha inspirat diverses composicions musicals i, segons la revista New York Magazine de 1987, s'ha convertit en un quadre freqüent en la decoració de les habitacions dels nens petits. Segons el crític d'art Danto, el quadre és "un dels tresors més coneguts del MoMA".